# Euserica mamorensis
Euserica mamorensis är en skalbaggsart som beskrevs av Baraud 1965. Euserica mamorensis ingår i släktet Euserica och familjen Melolonthidae. Inga underarter finns listade i Catalogue of Life.